# Blječeva
Blječeva (cyr. Бљечева) – wieś w Bośni i Hercegowinie, w Republice Serbskiej, w gminie Bratunac. W 2013 roku liczyła 178 mieszkańców.